# Into the Pandemonium
Into the Pandemonium ist das zweite Studioalbum der schweizerischen Metal-Band Celtic Frost.

## Entstehung
Die Band nahm das Album im Zeitraum von Januar bis April 1987 im Horus Sound Studio in Hannover auf und produzierte es selbst, als Toningenieur beteiligt war Jan „Mann“ Nemec.

## Titelliste
1. Mexican Radio (Marc Moreland/Stanard Ridgway) – 03:29
2. Mesmerized (Text: Warrior/Ain, Musik: Ain) – 03:24
3. Inner Sanctum (Text: Ain, Musik: Warrior) – 05:16
4. Sorrows of the Moon – 03:04
5. Babylon Fell (Jade Serpent) (Warrior) – 04:19
6. Caress into Oblivion (Jade Serpent II) – 05:14
7. One in Their Pride (Porthhole Mix) (Warrior) – 02:51
8. I Won’t Dance (The Elder’s Orient) (Warrior) – 04:33
9. Rex Irae (Requiem: Overture) (Text: Warrior, Musik: Hannes Folberth/Warrior) – 05:58
10. Oriental Masquerade (Hannes Folberth/Warrior) – 01:16

## Musikstil und Texte
Auf Into the Pandemonium vermischte die Band Extreme Metal mit Einflüssen früher Wave-Bands wie Bauhaus, Siouxsie and the Banshees oder Wall of Voodoo. Mexican Radio von Wall of Voodoo wird auch gecovert. Auf dem Album finden sich aggressivere Stücke wie Inner Sanctum und Babylon Fell, Frauengesang bei Mesmerized, Sampling und elektronische Elemente bei One in Their Pride, während Rex Irae und Oriental Masquerade orchestrale Stücke enthalten.
Die Liedtexte behandeln nach wie vor „sorgenvolle poetische Visionen von Majestät, Korruption, Eitelkeit und Stolz, die Verdammnis und das Ende von Leben und Macht bringen; der Fall aller Dinge, alles in einer phantastischen suggestiven Umgebung, die ebenso zu Dune wie zu Sodom und Gomorra passen würde“. Der Text zu Inner Sanctum stammt aus den Gedichten Sleep Brings No Joy to Me, I See Around Me Tombstones Grey beziehungsweise I See Around Me Piteous Tombstones Grey, May Flowers Are Opening, Faith and Despondency und Tell Me, Tell Me, Smiling Child von Emily Brontë, die ohne Hinweis auf Brontë übernommenen Verse wurden nur geringfügig verändert; Sorrows of the Moon ist eine Übersetzung von Charles Baudelaires Sonett Tristesses de la lune ins Englische.

## Gestaltung

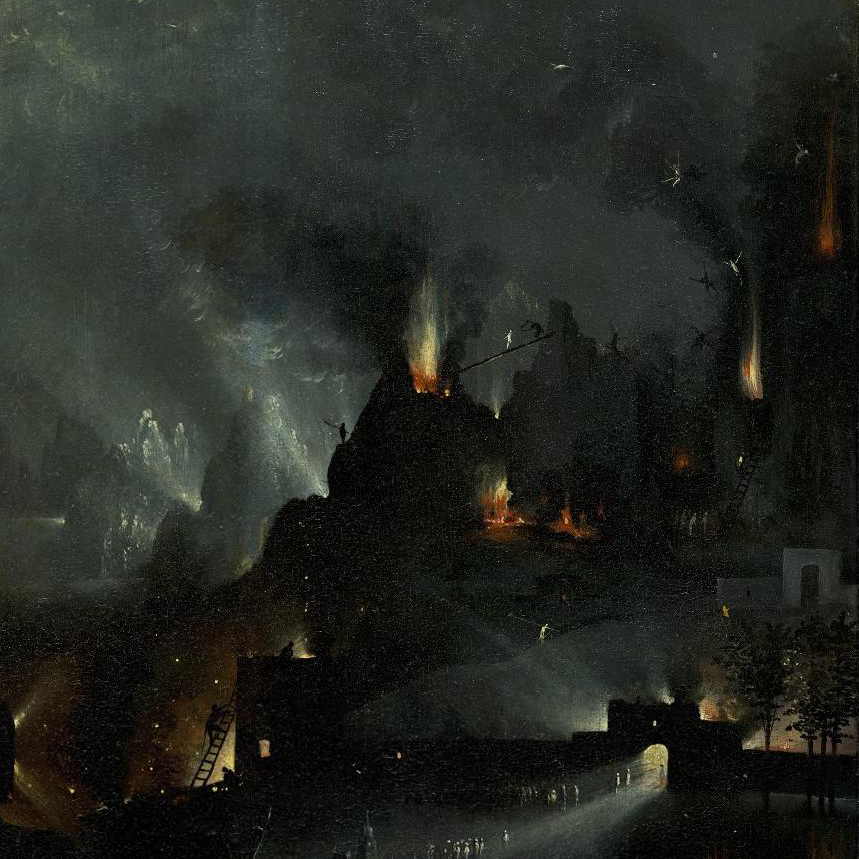
Ausschnitt aus Boschs Garten der Lüste, der dem Album als Cover dient

Das Cover stammt von Hieronymus Boschs Triptychon Der Garten der Lüste und stellt einen Teil der Hölle dar.

## Kritiken
Into the Pandemonium rief aufgrund der Neuerungen gegenüber To Mega Therion gemischte Reaktionen hervor. Brett Buckle von The Metal Crypt ist der Ansicht, dass das Album die negativen Reaktionen nicht verdient habe; bei allen offensichtlichen Unterschieden sei immer noch viel von der Magie der früheren Veröffentlichungen beibehalten worden. One in Their Pride reiße den Hörer jedoch aus der Welt des Albums abrupt heraus, Buckle bezeichnete das Stück als einen von Celtic Frosts größten Fehlern; das Problem habe er mit einer Kassette ohne One in Their Pride gelöst. Laut John Chedsey von Satan Stole My Teddybear sind einige Stücke auf dem Album verzichtbar, ihm zufolge sollten jedoch alle Bands, die auf klassische Einflüsse, Samples oder Sängerinnen zurückgreifen, Celtic Frost statt aktuellen Vertretern huldigen.
aVoid von Avant-garde Metal bezeichnete die Entscheidung, das Album mit einem Cover beginnen zu lassen, als „nicht koscher“, und sah in Mesmerized die Anfänge des Gothic Metal. Ihm falle kein mit diesem Meisterwerk vergleichbares Album ein, obwohl seitdem Kritik zwanzig Jahre vergangen waren. Auch Elemente der klassischen Musik seien ihm in dieser Form von keiner Metal-Band vor Celtic Frost bekannt, und nur von wenigen der Folgezeit. Into the Pandemonium sei vielleicht nicht das beste und konsistenteste von Celtic Frosts Werken, verdiene aber aufgrund seiner Bestrebungen, seiner Kreativität und seines kühnen Fortschritts einen Platz in jedermanns Herzen und Schallplattensammlung sowie eine 66 Meter hohe goldene Statue der drei Musiker. Die Redaktion des Magazins Rock Hard setzte das Album 2007 auf Platz 141 ihrer „500 stärksten Scheiben aller Zeiten“. Wolf-Rüdiger Mühlmann schrieb, Celtic Frost sei „mit diesem Album das Experiment gelungen, düsteren (Black) Metal mit avantgardistischen Elementen so zu verbinden, dass das Ergebnis nicht abgehoben und zu progressiv klingt, sondern schlüssig, songdienlich, packend und eingängig“. Sein Fazit lautete: „Noch heute, knapp 20 Jahre später, ist dieser Geniestreich unerreicht!“
Tom Lubowski rezensierte das Album rückblickend im Metal Hammer anlässlich des 35. Jubiläums im Rahmen des Artikels Das Metal Jahr 1987. Lubowski urteilte, Tom G. Warrior und Martin Eric Ain würden mit Into The Pandemonium "einmal mehr zu Vorreitern des Vor-den-Kopf-Stoßens [werden], mit welchem Celtic Frost "zwischen Verrat witternden Vorwürfen des Ausverkaufs und Lobgesängen auf ihren experimentellen Mut [...] wohl jede denkbare Reaktion hervorgerufen haben."